# Serra Mosquera
La Serra Mosquera és una serra situada entre els municipis d'Alòs de Balaguer i d'Artesa de Segre a la comarca de la Noguera, amb una elevació màxima de 506 metres.